# Internationales Jahr der Delphine
Die UN rief im Jahre 2007 das Internationale Jahr der Delphine aus, nachdem 15 Staaten die Convention on the Conservation of Migratory Species (CMS), auch Bonner Konvention genannt, unterzeichnet hatten. Mit dem Aktionsjahr sollen die Ziele des UN-Übereinkommens zur Erhaltung wandernder und wildlebender Tierarten in der Öffentlichkeit bekannt gemacht werden. Die Eröffnungsfeier fand in Shimoni, Kenia statt. Das Hauptaugenmerk lag auf den Regionen um die Kanarischen Inseln, den Azoren, der Küste von Westafrika. Im Laufe des Jahres fanden dazu Tagungen von Politikern, Wissenschaftlern sowie Öffentlichkeitskampagnen von NGOs statt.
Hintergrund ist die Gefährdung dieser Meeressäuger durch den Menschen. Es ist Teil der UN-Dekade der Biodiversität von 2000 bis 2010 der Vereinten Nationen. Der Schirmherr war Prinz Albert II von Monaco.